# بيتار ديسبوتوفيتش
بيتار ديسبوتوفيتش مواليد 26 أغسطس 1988 في بلييفليا، صربيا والجبل الأسود، هو لاعب كرة سلة مونتينيغري. بدأ مسيرته الاحترافية في سنة 2005. يحمل الرقم 0. حقق المركز الأول في بطولة العالم لكرة السلة للشباب تحت 19 سنة 2007. لعب مع نادي مورنار بار لكرة السلة في دوري أبطال أوروبا لكرة السلة.

## الميداليات
| الميدالية | المسابقة                                       |
| --------- | ---------------------------------------------- |
| ذهبية     | بطولة العالم لكرة السلة للشباب تحت 19 سنة 2007 |

## روابط خارجية
- بيتار ديسبوتوفيتش على موقع الاتحاد الدولي لكرة السلة (الإنجليزية)
- بيتار ديسبوتوفيتش على موقع الدوري الأوروبي لكرة السلة (الإنجليزية)
- بيتار ديسبوتوفيتش على موقع كرة السلة الأوروبية.كوم (الإنجليزية)
- بيتار ديسبوتوفيتش على موقع ريلجم (الإنجليزية)
- بيتار ديسبوتوفيتش على موقع بروبوليرز (الإنجليزية)
- بيتار ديسبوتوفيتش على موقع سبورتس رفرنس (الإنجليزية)